# Howchin Glacier
Howchin Glacier är en glaciär i Antarktis. Den ligger i Östantarktis. Nya Zeeland gör anspråk på området. Howchin Glacier ligger 573 meter över havet.
Terrängen runt Howchin Glacier är kuperad åt sydost, men åt nordväst är den bergig. Trakten är obefolkad. Det finns inga samhällen i närheten. 